# Курча-Гомпа
Курча-Гомпа — буддийский монастырь в Падамской долине в Занскаре в Ладакхе, северная Индия. Река Дода течёт мимо монастыря от своего источника в леднике Дранг-Друнг на Пенси-Ла (4400 м). Считается, что монастырь основал переводчик, Пхагпа Шераб. Монастырь также называют «Карша Чамспалинг», принадлежит желтошапочной школе Гелуг.

## История
Курча — крупнейший и самый влиятельный монастырь Занскара. Его связывают с Гуру Ринпоче, ему посвящена древняя каменная резьба около монастыря. Старейшая постройка, храм Ченризига, Чук-шик-джал, содержит росписи времён лоцавы Санпо (958—1055).

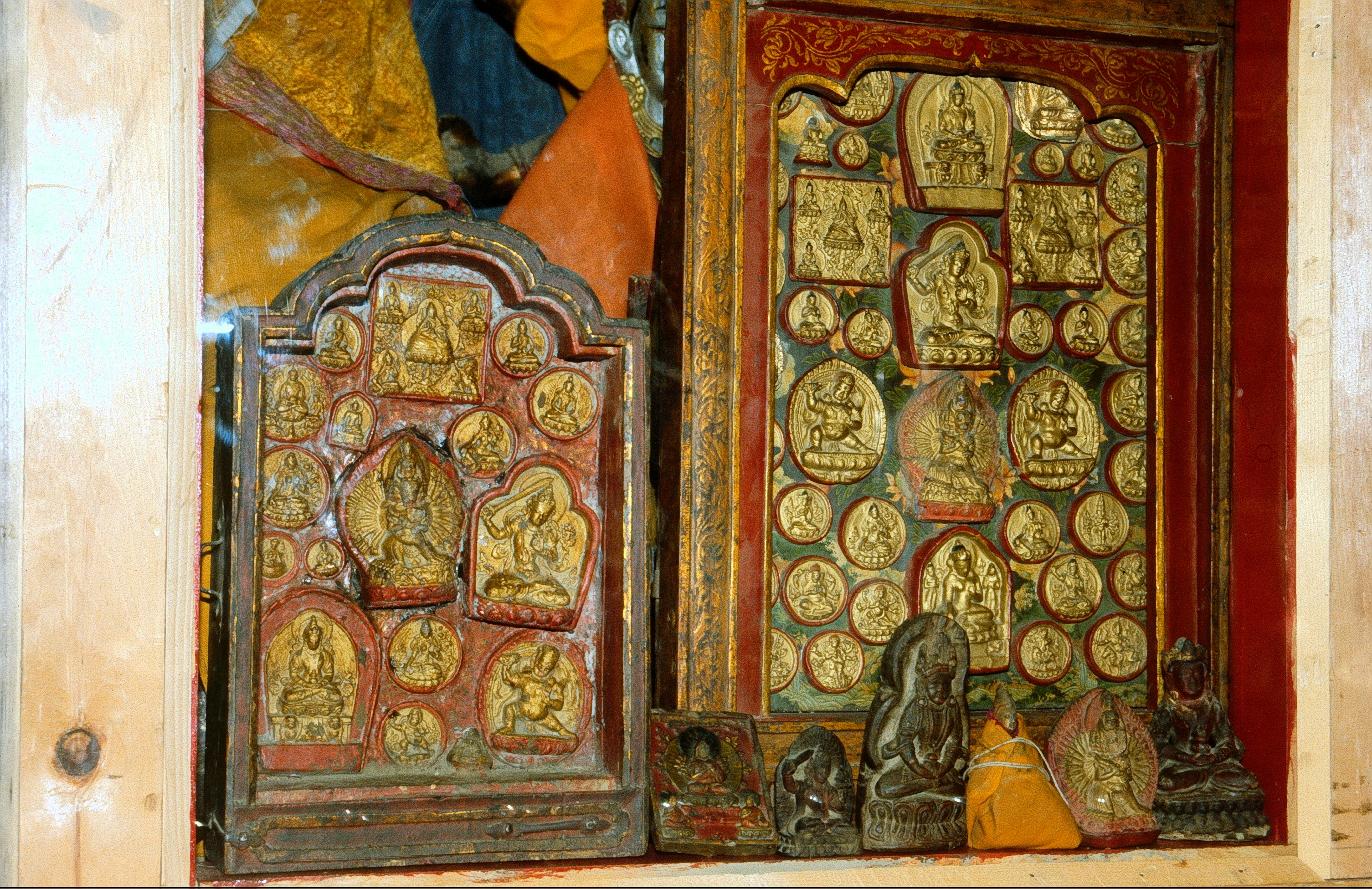
Интерьер гомпы

Исторически монастырём управлял младший брат Далай-ламы. В храме установлена статуя Лхасо Чо Ринпоче, которую смогли вывезти из Лхасы в 60-х, статуя в золотой короне с бирюзой и сердоликом. Самый известный фестиваль, Карша-Гостор, сопровождается мистерией Цам, проводится с 26 по 29-й день 11-го тибетского месяца, обычно это январь.
Существует гипотеза о распространении здесь буддизма ещё в древности. Когда-то эти земли населяли моны, которые в своё время подчинились Кушанской Империи Канишки. Тогда, в Занскаре было основано 30 монастырей, в том числе, и Курча-Гомпа, также: Тета, Муни, Пхугтал, Пун, Бурдал, Тогримо, Падам, Пиптинг, Тонгхте, Зангла, Лишот и Сумда.

## Структура
Гомпа — крупнейший в Занскаре, имеет много построек и росписей работы ламы Дзадпа Дордже. Здесь находятся мощи Дордже Ринчена. 100 проживают здесь. В январе (обычно — 11-й месяц тибетского календаря) на проводят праздник Густор с мистерией Цам. 

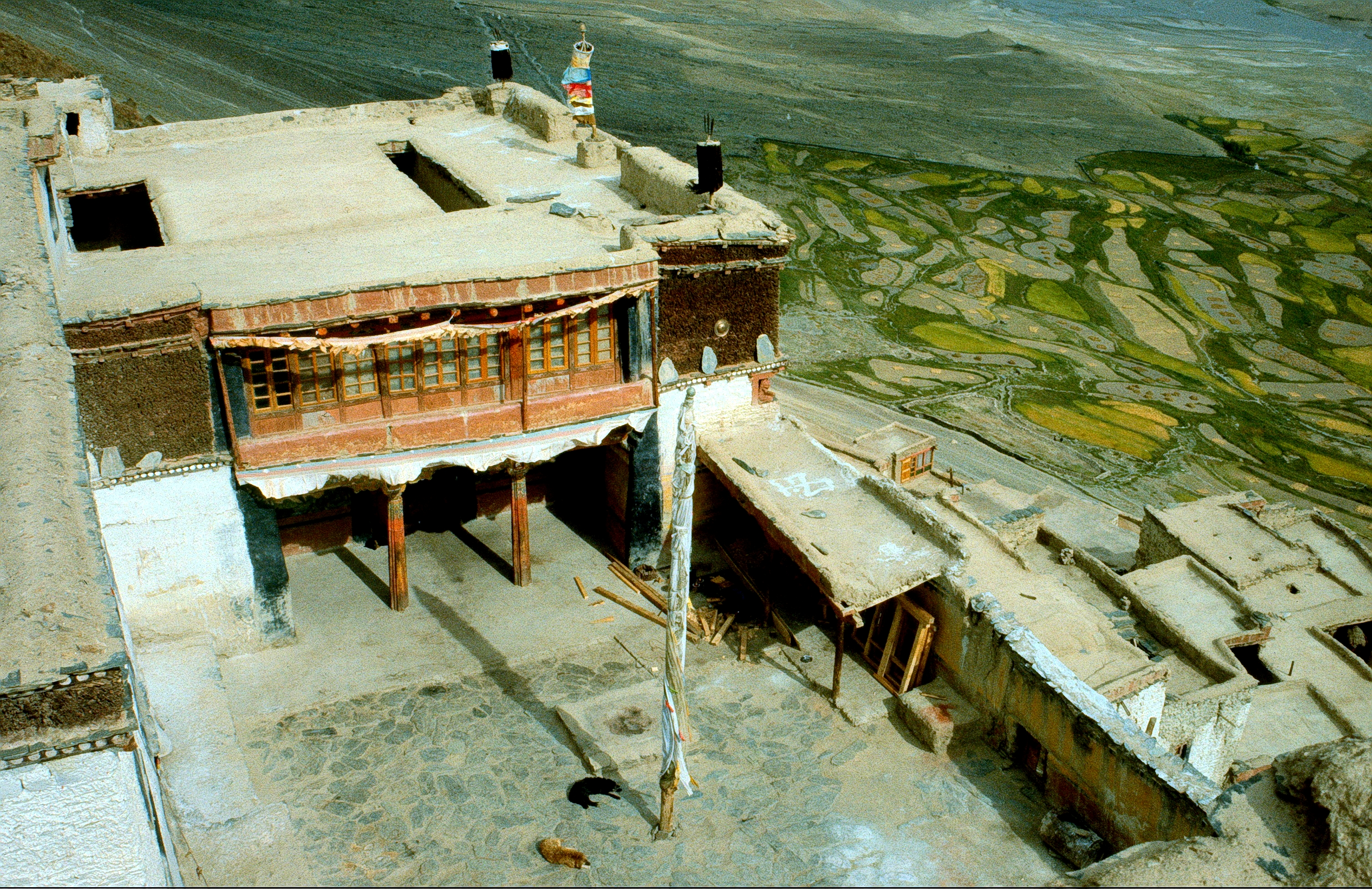
Вид на гомпу

Рядом с монастырём храм Тхугджечхенпой Лхакханг и Лхакханг Карпо. Недалеко находятся монастыри Кхагсар, Пуранг и Пхагспа. Женский монастырь 'Дорджецзонг', находится в верхней части долины. В женском монастыре находится статуя 11-голового Авалокитешвары.
В Курча-Гомпе хранятся великолепные тханки, изображающие Будд, великих лам, божеств-защитников, некоторые расписаны золотом, обшиты оранжевой тканью.
«В [Карше] был построен на скалистом склоне холма напротив белого форта, с глубоко-посаженными, чёрно-краевыми окнами. Издалека деревня, гомпа и гора кажутся слитыми… Это был средневековый мир. Ламы всех возрастов болтали и смеялись, сидя на ступеньках перед массивными железными дверями с железными штифтами. В вечернем солнце углы крыши и квадратные перемычки покрывались чёрно-белыми тенями с геометрическим узором. Мастифы, которые днём лежали укрывшись от жары в тенистых уголках гомпы (рядом) с мусорной кучей — старые кости, куски ткани, и непарные ботинки. Несмотря на жару плащ старого ламы, тёмно-красного цвета был из тяжёлого твида. Дерзкие, бритоголовые мальчики носили хлопковые плащи, снимая их с одного плеча и жёлтыми шапками с лихо завёрнутыми углами. Медвежья шкура висела над входом в главный храм, массивная мрачная голова выше, казалось, в любою минуту готова обнажить клыки
Ламы носили красные и жёлтые плащи и парчовые шапки, сидели на вечерней молитве с песнопением. Обслуживающие ламы, двое с тяжёлыми медными чайниками, двигались вперёд и назад разнося солёный чай. Головы каменных козлов глядели с потолка, и были флаги с изображением бегущих оленей, яков и леопардов, частично скрытые пылью и паутиной. Фрески, изображающие события жизни Будды пылали яркими красками, и многоцветная цампа и гхи в приношениях была похожа на экзотический свадебный пирог. Последние лучи солнца отражались от золотой парчи алтаря и от ряда тханок. Изображения Будды, в три раза больше роста человека, стояли над алтарём, преобладали театральные сцены. Трубы взрывались, тарелки столкнулись и раковину были взорваны через сложенные руки, звук бежал через закрытые окна и дверные проемы в занавешенными дворах и по всей долине.»

### Чортены

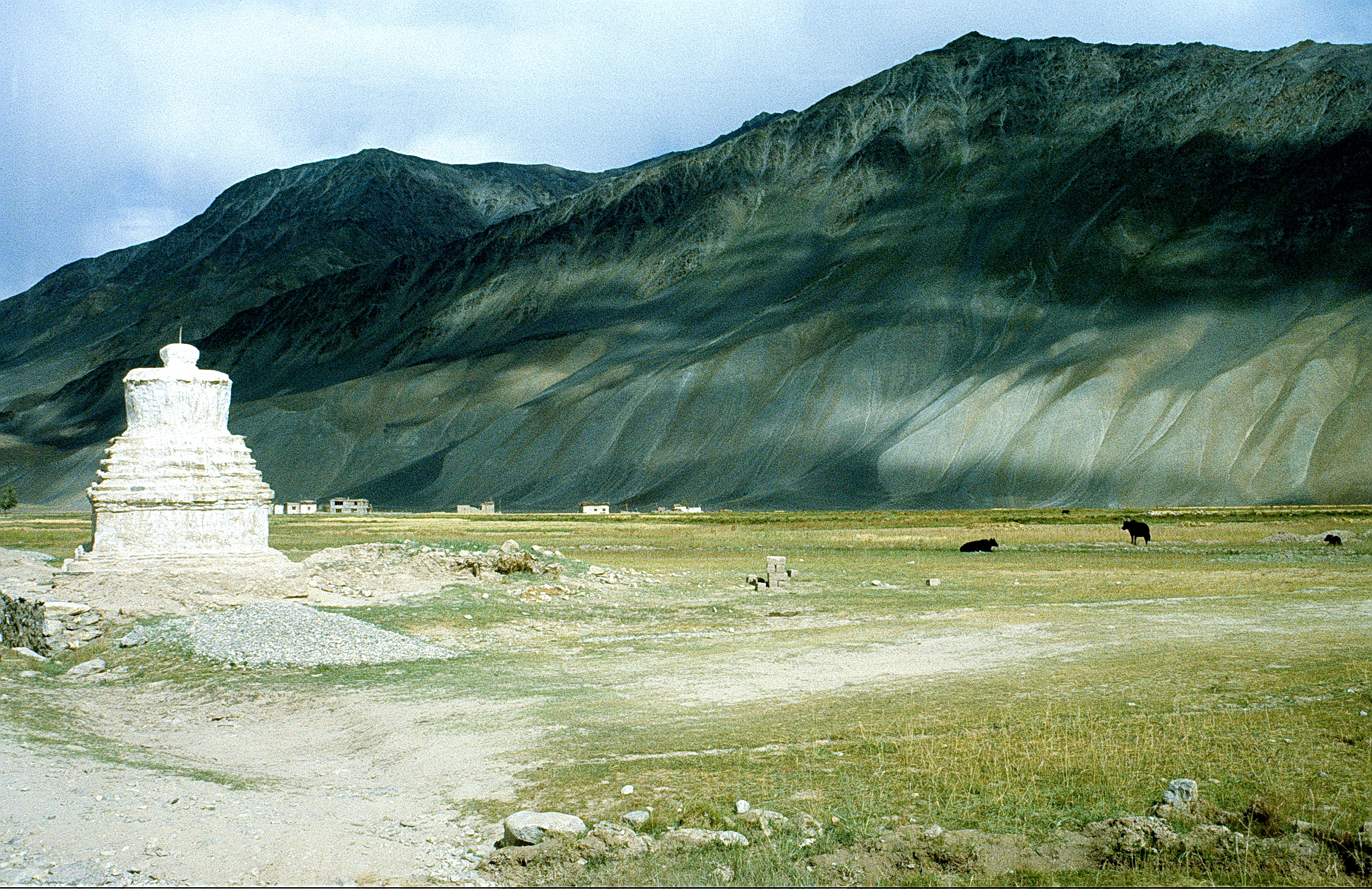
Чортен, около Падама, равнина Дода и Курча-Гомпа, Занскар

Чортен около монастыря по мнению монахов содержит деревянный ящик с серебряной подкладкой, там хранятся мощи Ринчен Санпо. Во время индо-пакистанской войны с чортенов сняли серебряное покрытие, из-за чего пострадала деревянная рама реликвария. Сейчас отремонтирован и покрашен.
Чортены — не просто хранилища святых мощей, они отражают «строение» совершенного тела Будды в единстве Трикайя.

## География
|                                     |                     |
| Вид на Пенси-Ла, исток реки Лунгтис | Ущелье реки Занскар |

Курча находится у истоков Лунгсти, которая поднимается от Лингти пик додского бассейна образующего Занскар. Около гомпы Занскар поворачивает на северо-запад, чтобы слится с Индом у Нимы. Выше пик Кхлангпу (5160 м) в хребте занскар, река течёт рядом с монастырём в глубоком ущелье. Здесь у слияния Лунгти, Доды и Занскара, очень большая концентрация деревень.

## Информация для посетителей
В 14 км деревня Курчам, где есть магазин, школа, диспансер, почта и телеграф. Организован рафтинг по Занскару; это пять часов плавания по очень бурной реке, это ущелье называют «Гранд Каньон» Азии, только он очень холодный. Рафтинг начинается в Ремале и в заканчивается в Курше около Падама (30 км), сплав ‘Быстрого класса II категории’ подходит для начинающих; после сплава, можно несколько минут пойти пешком в монастырь на вечернюю молитву. С ноября по май в Занскар трудно попасть из-за снегов.
Лех — ближайший аэропорт; можно прилететь и в Сринагар. Каргил в 240 км от Падама, который в 14 км от монастыря.